# Rhiannon (Band)
Rhiannon (Eigenschreibweise rhiannon – Musik in mittelalterlicher Spielmannstradition) ist eine Band der Mittelalterszene aus Leonding (Österreich).

## Geschichte
2002 begannen sich die Gründungsmitglieder Cordula und Max mit historischen Musikinstrumenten und mittelalterlicher Musik auseinanderzusetzen. So wurde im selben Jahr ein Duo gegründet, dessen erster Auftritt im Rahmen einer Veranstaltung der Oberösterreichischen Landesausstellung in Waldhausen stattfand. Das Hauptaugenmerk lag zu dieser Zeit auf freier Interpretation der Musik des Hoch- und Spätmittelalters sowie der Renaissance. Der Name rhiannon, der für das Projekt gewählt wurde, entstammt der keltischen Mythologie und wurde mit dem Zusatz „Musik in mittelalterlicher Spielmannstradition“ versehen, um einen ungezwungenen Ansatz in der Herangehensweise an historische Musik zu unterstreichen.
2005 stieß der in Kärnten beheimatete Solomusiker Marco Cecon zu der Formation. Seither lässt rhiannon auch eigene Kompositionen in die Auftritte einfließen. Dabei strebt die Band nach einer harmonischen Kombination aus umfangreichem historischen Instrumentarium und Arrangements, die sowohl der Tradition der Spielleute als auch modernen Hörgewohnheiten gerecht werden soll. Um die musikalische Ausdrucksfähigkeit in kleinstmöglicher Besetzung zu optimieren, wurde rhiannon 2006 mit Thomas Cooper-Smith zum Quartett.
Nach diesen Zeiten des Aufbaus und österreichweiten Auftritten auf Mittelalterfesten, Märkten und Museumsveranstaltungen folgte 2007 die Produktion der ersten CD mit dem Titel „Was solln wir darzuo kalzen?“. Von nun an spielte die Band auch immer wieder auf Veranstaltungen in Deutschland und Italien.
Nach der Produktion der zweiten CD („Manch Tropfen rot“) verließen Marco Cecon und Tommy Cooper-Smith im Jahre 2010 die Band. Es folgten einige Musikerwechsel, 2012 wurde in einem wieder stabilen Bandgefüge die dritte CD („Vil lieber grüsse“) aufgenommen. Mit dem ursprünglich im Jazz beheimateten Percussionisten Markus Rogenhofer und dem spanischen Gitarristen Sergio Ceballos-Sallas ergaben sich veränderte musikalische Möglichkeiten, was in Arrangements und Liedwahl seinen Niederschlag fand.
Im Jahre 2014 stand kurzzeitig eine Auflösung des Bandprojekts „rhiannon“ im Raum. Sergio Ceballos-Sallas kehrte in seine Heimat Spanien zurück und Markus Rogenhofer widmete sich anderen Projekten. Nach einer Phase der Besinnung wurde das Projekt mit dem in Wien beheimateten Musiker Roman Schett (zuvor im Alternative und Pop-Rock tätig) sowie dem aus Wels stammenden Nordolf Johanson (zuvor bei Melodic-Death-Metal- und Metalcore-Bands) weitergeführt. In der aktuellen Besetzung widmet sich rhiannon nebst dem bisherigen Betätigungsfeld auch vermehrt mehrstimmigem Gesang und folkigen Arrangements und bleibt dabei dem Grundsatz treu, ausschließlich traditionelle und historische Musikinstrumente zum Einsatz zu bringen.
Im Juli 2018 wurde die vierte CD „Diomuoti“ (althochdeutsch für Demut) fertiggestellt und im Zuge einer CD- und Videopräsentation im Freilichtmuseum Elsarn vorgestellt. Das auf der Veranstaltung uraufgeführte Video Sommerballade von der armen Louise ist eine Interpretation einer berührenden Ballade des spätmittelalterlichen Vagantendichters François Villon, welches von Paul Zech übersetzt wurde und mit einer Produktionszeit von einem Jahr unter Beteiligung vieler österreichischer Reenactmentgruppen und dem Filmproduktionsteam netta mea umgesetzt wurde.

## Musikstil
Wie der Namenszusatz der Band rhiannon – Musik in mittelalterlicher Spielmannstradition – zu verstehen gibt, handelt es sich um eine Band, die der Musik der Mittelalterszene zuzuordnen ist. Den Musikern war und ist es seit der Gründung ein Anliegen, einen breiten Bogen zwischen historischer Aufführungspraxis im Stile der fahrenden Spielleute und zeitgemäßen Hörgewohnheiten zu spannen, ohne dabei einen Anspruch auf historische Authentizität zu erheben. Vielmehr stehen freies Interpretieren, Komponieren und Arrangieren im Vordergrund, um die vielfältigen Ausdrucksmöglichkeiten historischer und traditioneller Musikinstrumente auszuloten und diese dem Publikum auf unterhaltsame Art zugänglich zu machen.
Zum Repertoire der Band gehören dementsprechend treibende und rhythmusbetonte Musikstücke ebenso wie zarte Balladen und Folk aus verschiedenen Ländern. Instrumentalstücke wechseln sich mit mehrstimmigen Gesangsstücken in unterschiedlichsten Sprachen (Deutsch, Englisch, Französisch, Jiddisch, Sephardisch, Mittelhochdeutsch) ab.
Interpretiert werden die Stücke auf einem umfangreichen und stetig wachsenden Instrumentarium, um dem Zuhörer einen möglichst breiten Querschnitt durch die musikalischen Landschaften früherer Zeiten zu präsentieren. Bei Auftritten werden Herkunft und Bedeutung von Musikstücken sowie auch verwendeter Instrumente in Interaktion mit dem Publikum erläutert. Ein besonderes Augenmerk legen die Musiker dabei auf historische Musikstücke, welche eine zeitlose Botschaft tradieren, die es nach ihrem Ermessen wert ist, weitergetragen zu werden und z. B. die Sinnlosigkeit kriegerischer Auseinandersetzungen oder soziale Ungerechtigkeit anprangern.
Zu rhiannons Instrumentarium zählen bisher Dudelsäcke aus verschiedenen Ländern, Drehleiern, Harfen, Trumscheit, Lauten, Hackbrett, Schalmeien, Flöten, Trommeln, Mirliton, Gemshörner, Zinken, Nyckelharpa (Schlüsselfidel), Irish Bouzouki, Fujara, Alphorn, Bodhrán, Davul und Rahmentrommel.

## Auftritte und Konzerte

### Mittelalterfeste und Märkte

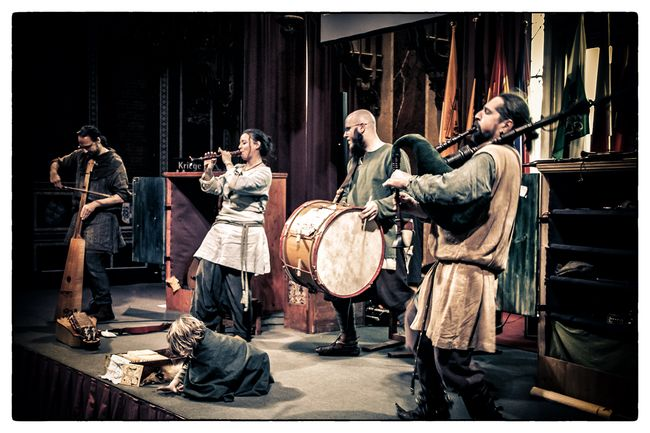
Ein mittelaltermarkttypischer Auftritt von rhiannon am Adventmarkt im Heeresgeschichtlichen Museum Wien 2016.

Im Laufe der Jahre trat rhiannon in Österreich auf unterschiedlichen Veranstaltungen und Mittelalterfesten auf und unterhielt das Publikum u. a. 2005 und 2006 bei der Veranstaltung Ehrenberg - die Zeitreise und 2013 auf Österreichs größtem Mittelalterfest, der Eggenburger Zeitreise. Seit 2007 zählt die Museumsveranstaltung „Montur und Pulverdampf“ des Heeresgeschichtlichen Museums Wien zu den jährlichen Fixterminen der Band. Seit 2008 wird auch der dort jährlich stattfindende Adventmarkt von rhiannon bespielt.
Am internationalen Straßenkunstfestival Pflasterspektakel in Linz präsentierte sich rhiannon in den Jahren 2007, 2008 und 2009 als anachronistischer Straßenkunstbeitrag dem Publikum.
Auch mehrere Auftritte auf Mittelaltermärkten in Deutschland, Italien und der Schweiz zählen zur Bandgeschichte. So gastierte die Band u. a. 2009, 2011 und 2013 am Mittelaltermarkt der Burg Rabenstein in Franken und trat 2008, 2009 und 2010 bei den Südtiroler Ritterspielen Churburg-Schluderns auf. In der Schweiz wurde 2014 die 600-Jahr-Feier der Gemeinde Hünenberg von der Band mitunterhalten.

### Konzerte

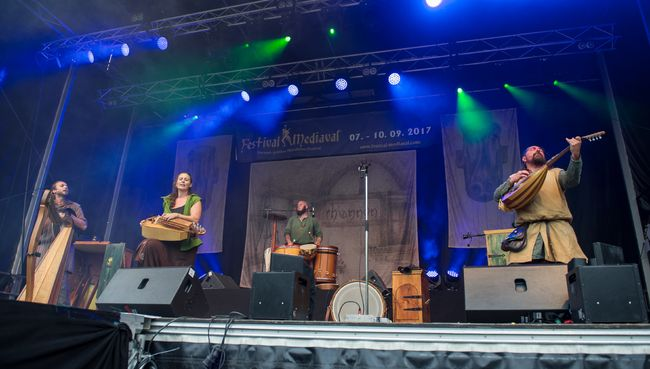
Konzertauftritt von rhiannon am Festival Mediaval in Selb 2017

Obwohl das Hauptaugenmerk der Musikgruppe rhiannon eindeutig auf Darbietungen liegt, die einen direkten Kontakt zum Publikum ermöglichen und der ausschließliche Einsatz akustischer Instrumente in derart umfangreicher Zahl auf großen Konzertbühnen eine Herausforderung darstellt, ist die Band auch auf diesen immer wieder zu sehen, wie z. B. die Auftritte beim Pipes-and-Whistles-Festival im Jahre 2008 in Wien oder die beiden Konzerte im Jahre 2008 und 2017 auf Europas größtem Festival für Mittelaltermusik, dem Festival Mediaval belegen.

### Filmmusik
Für den mehrfach ausgezeichneten historischen Kurzfilm „Wölfe“, den die international renommierte österreichische Fechtgruppe Dreynschlag im Jahr 2016 produzierte, steuerte rhiannon einen Teil der Filmmusik bei.
Für einen Teil des Soundtracks des seit 2015 in Produktion befindlichen zweiten Teils der fiktiven Historientrilogie „Noricum“ der jungen österreichischen Filmemacher von netta mea zeichnet ebenso rhiannon verantwortlich und komponierte dafür zwei Stücke, die 2017 eingespielt wurden, aber erst mit Fertigstellung des zweiten Teils voraussichtlich 2019 veröffentlicht werden.[veraltet]

## Pressestimmen
...von dem klingenden Inhalt kann man unmöglich schweigen. Phantasievolle Arrangements, ausgezeichnete Musikalität, schöne Stimmen, gar nicht zu reden von der abwechslungsreichen Auswahl der Titel, die einen Bogen von den Carmina Burana über Walter von der Vogelweide bis zu Johann Steuerlein, Hans Neusiedler und Markus Roggenhofer schlagen. Dass all dies bei der weiten Zeitspanne zugleich homogen klingt, hat eine Menge damit zu tun, dass „Rhiannon“ ihre Instrumente und Stimmen perfekt beherrschen. Das Entscheidende aber ist ihre Spielfreude, die jeden Song zu einem Ereignis macht. Diese Scheibe muss man haben! (Karfunkel Nr. 105, CD-Rezension „vil lieber grüsse“)
...Es handelt sich um eine facettenreiche Mittelalter-Band. Und obwohl sie nicht den Anspruch erheben, authentisch zu sein, merkt man am Instrumentarium, der Stückauswahl und den Begleittexten, dass ihnen der Ursprung auch nicht egal ist. Eine gelungene Gratwanderung also zwischen populistischer Marktmusik und historischer Musikpraxis … (folkworld.eu, 2008, CD-Rezension „Was solln wir darzuo kalzen?“)

## Diskografie
Alben:
- 2007: Was solln wir darzuo kalzen?
- 2010: Manch Tropfen Rot
- 2012: Vil lieber grüsse
- 2018: Diomuoti

Kompilationsbeiträge:
- 2008: An Dro Gaz auf Festival Mediaval Sampler
- 2010: Morfa ´r Frenhines auf Best Of Pagan Folk (Screaming Banshee / Al!ve)
- 2011: A-Moll Highlander auf Zillo Medieval – Mittelalter Und Musik CD IV (Zillo Musicmedia GmbH)